# 德克萨斯州州徽
德克萨斯州州徽（英語：Seal of Texas）是1845年在德克萨斯州宪法中规定的德克萨斯州的官方徽章，该徽章是以1839年的德克萨斯共和国国徽为蓝本设计的。

## 设计
当前版本是由来自朗德罗克的艺术家胡安·维加设计的，该版本于1992年被德州参议员小约翰·汉纳采纳。这一版本具有正反两面不同的设计。

### 正面
根据德克萨斯州宪法规定，德州州徽需要由州长保管，并在官方场合使用。州徽上有一个被橄榄和橄榄枝环绕五角星，上面还写着“德克萨斯州”一词。

### 反面
州徽的背面采用于1961年，设计更为精致，其构图和拉丁美洲很多国家的国徽相似。